# Doba, Satu Mare
Doba là một xã thuộc hạt Satu Mare, România. Dân số thời điểm năm 2002 là 2795 người.